# Fountain Creek Indian Reserve 8
Fountain Creek Indian Reserve 8 är ett reservat i Kanada.   Det ligger i provinsen British Columbia, i den södra delen av landet, 3 400 km väster om huvudstaden Ottawa.
I omgivningarna runt Fountain Creek Indian Reserve 8 växer i huvudsak barrskog. Trakten runt Fountain Creek Indian Reserve 8 är nära nog obefolkad, med mindre än två invånare per kvadratkilometer.